# Cissé
Cissé – miejscowość i gmina we Francji, w regionie Nowa Akwitania, w departamencie Vienne.
Według danych na rok 1990 gminę zamieszkiwało 1858 osób, a gęstość zaludnienia wynosiła 110 osób/km² (wśród 1467 gmin regionu Poitou-Charentes Cissé plasuje się na 153. miejscu pod względem liczby ludności, natomiast pod względem powierzchni na miejscu 500.).

## Współpraca
Miejscowość partnerska:
- Bièvre, Belgia